# As-Sawahira ash-Sharqiya
As-Sawahira ash-Sharqiya ou Al-Sawahreh al-Sharqiyeh, en arabe : السواحرة الشرقية, est un village du gouvernorat de Jérusalem en Palestine. Il est situé à six kilomètres au sud-est de Jérusalem-Est en Cisjordanie.
Selon le recensement du bureau central palestinien des statistiques, la localité compte une population de 6 204 habitants en 2017.